# 大博亞爾卡
47°40′19″N 30°7′36″E / 47.67194°N 30.12667°E
大博亞爾卡（烏克蘭語：Великобоярка）是位於烏克蘭西南部的村莊，由敖德萨州波季利斯克区的阿南伊夫市鎮負責管轄。該村始建於1849年，面積0.93平方公里，海拔高度70米，2001年人口396，人口密度每平方公里424.73人。